# Copa Juan Pinto Duran 1981
Copa Juan Pinto Duran 1981 – siódma edycja turnieju towarzyskiego o Puchar Juana Pinto Durana między reprezentacjami Urugwaju i Chile rozegrana w 1981 roku.

## Mecze
| 29 kwietnia Santiago |  | Chile | 1 | - | 2 | Urugwaj |

| 15 lipca Montevideo |  | Urugwaj | 0 | - | 0 | Chile |

## Końcowa tabela
| M | Reprezentacja | L.m. | Zw. | Rem. | Por. | Bramki | R.br. | Pkt |
| 1 | Urugwaj       | 2    | 1   | 1    | 0    | 2:1    | +1    | 3   |
| 2 | Chile         | 2    | 0   | 1    | 1    | 1:2    | -1    | 1   |

Triumfatorem turnieju Copa Juan Pinto Duran 1981 został zespół Urugwaju.